# Китов, Анатолий Иванович
Анато́лий Ива́нович Кито́в (9 августа 1920, Самара — 14 октября 2005, Москва) — выдающийся советский и российский учёный, пионер отечественной кибернетики и информатики, разработчик электронно-вычислительной техники в СССР. Доктор технических наук, профессор, инженер-полковник, заслуженный деятель науки и техники РФ.

## Биография

### Ранние годы
Родился 9 августа 1920 года в Самаре. В 1921 с родителями переехал в Ташкент. Анатолий был чемпионом Ташкента по гимнастике, занимался авиамоделизмом, участвовал в соревнованиях по теннису, плаванию и шахматам, в школе проявлял отличные способности по математике и физике, неоднократно побеждая в городских и республиканских олимпиадах.
В 1939 году, после окончания с отличием средней школы, поступил на физико-математический факультет Средне-Азиатского государственного университета (САГУ, ныне Национальный университет Узбекистана). Проучившись в университете два с половиной месяца, был призван рядовым в Красную армию. Рискуя обнаружить своё участие в Белом движении, Иван Степанович Китов добивается приёма у наркома обороны СССР, маршала Советского Союза К. Е. Ворошилова и просит наркома учесть выдающиеся способности сына к естественно-научным дисциплинам при определении его места в военной службе, вследствие чего Анатолий был зачислен на учёбу в Ленинградское артиллерийское училище.

### Участие в Великой Отечественной войне
С начала Великой Отечественной войны, в июне 1941 года Анатолий Китов был досрочно выпущен из училища в звании младшего лейтенанта и направлен на Южный фронт командиром артиллерийского взвода, затем — командиром зенитной батареи.
Летом 1942 года тяжело ранен при защите железнодорожного моста через Северский Донец у города Белая Калитва. В 1943 году предложил новый метод ведения зенитного огня по самолётам врага.
Был участником обороны Кавказа (второе ранение), освобождения Крыма в составе керченского десанта, Украины и Польши. Войну закончил в мае 1945 года в Германии.
Награждён медалями «За оборону Кавказа», «За боевые заслуги», «За победу над Германией», орденом Красной звезды, в 1985 году — орденом Отечественной войны II степени.

### Послевоенное время
После окончания войны, в августе 1945 года, поступил на факультет реактивного вооружения Артиллерийской академии им. Ф. Э. Дзержинского (ныне имени Петра Великого), сдал все экзамены за первый курс и был принят сразу на второй курс. Сталинский стипендиат. Академию окончил в 1950 году с отличием и Золотой медалью. Его имя прописано золотыми буквами на стене актового зала академии. Одновременно посещал лекции на мехмате Московского государственного университета имени М. В. Ломоносова, в частности, семинар академика А. Н. Колмогорова.
В 1950—1952 годах работал научным референтом в Министерстве обороны СССР. В 1952 году на Учёном Совете НИИ-4 Министерства обороны СССР защитил кандидатскую диссертацию на тему «Программирование задач внешней баллистики ракет дальнего действия» — первую в СССР диссертацию по программированию.
В 1952—1953 годах был начальником созданного им отдела ЭВМ в Академии артиллерийских наук, одновременно являлся военпредом в СКБ-245 Министерства машиностроения и приборостроения СССР (впоследствии НИЦЭВТ). Тогда же А. И. Китов читал курс лекций по ЭВМ и программированию на курсах офицерской переподготовки в Артиллерийской академии им. Ф. Э. Дзержинского. Данный курс лекций по ЭВМ и программированию А. И. Китова в военной академии был в числе трёх первых в стране, наряду с курсами лекций С. А. Лебедева в МЭИ и Б. И. Рамеева в МИФИ.

В 1951/52 гг. в спецхране СКБ-245 познакомился с книгой Норберта Винера «Cybernetics» и пришёл к выводу, что кибернетика никакая не «буржуазная лженаука», как тогда её в СССР официально именовали, а хорошая и полезная наука. Тогда же А. И. Китов написал текст фундаментальной статьи «Основные черты кибернетики». Но потребовались годы борьбы за кибернетику, заключавшейся в многочисленных выступлениях А. И. Китова, А. А. Ляпунова и немногочисленной группы их соратников, чтобы эта статья получила разрешение Идеологического отдела ЦК КПСС на опубликование. Наконец, в 1955 году статья «Основные черты кибернетики» за подписями А. И. Китова, С. Л. Соболева и А. А. Ляпунова была опубликована в четвёртом номере журнала «Вопросы философии» (главное идеологическое издание ЦК КПСС). Это была первая позитивная статья о кибернетике в СССР, ставшая важной теоретической вехой в развитии советской кибернетики и ознаменовавшая победу в борьбе за признание в СССР кибернетики как науки. Вот как вспоминает об этом известный кибернетик М. Г. Гаазе-Рапопорт:
На одном из заседаний методологического семинара в военном НИИ (НИИ-5 МО СССР) было решено поставить вопрос о позитивном значении кибернетики. Там должны были выступать трое товарищей — А. И. Китов, И. А. Полетаев и я. А. И. Китов пришёл с довольно большой статьёй о кибернетике. Эту статью нам удалось посмотреть. Потом она была показана А. А. Ляпунову, который приписал к ней несколько страниц и показал С. Л. Соболеву, С. Л. Соболев тоже согласился поставить под ней подпись. В результате получилась известная статья «Основные черты кибернетики» в четвёртом номере «Вопросов философии», за 1955 г., подписанная Соболевым, Китовым и Ляпуновым. Собственно, отсюда всё и началось.
В мае 1954 года А. И. Китов возглавил созданный им головной вычислительный центр Министерства обороны СССР (ВЦ № 1 МО СССР, позднее ставший ЦНИИ-27 МО СССР, в/ч 01168). В этом вычислительном центре А. И. Китову удалось создать сильный научный коллектив специалистов в области математических методов, алгоритмирования, разработки и внедрения сложных программных комплексов, а также инженеров в области разработки и эксплуатации вычислительной техники: Л. А. Люстерник, А. А. Ляпунов, Л. И. Гутенмахер, Н. А. Криницкий, И. А. Полетаев, Н. П. Бусленко, Г. Г. Белоногов, Г. А. Миронов, Г. Д. Фролов, А. М. Бухтияров, В. П. Исаев, П. Н. Комолов, А. Н. Нечаев, В. И. Богатырёв, К. В. Тараканов, С. А. Абрамов и другие. Под его руководством в стенах ВЦ № 1 было организовано непрерывное дообучение и специалистов, и молодых сотрудников; сам Анатолий Иванович Китов преподавал основы программирования для цифровых ЭВМ.
Под руководством Китова в 1958 году в ВЦ № 1 МО СССР была разработана самая мощная в мире на тот момент времени ламповая ЭВМ М-100 (сто тысяч операций в секунду) и был создан отдел математической поддержки проектирования этой ЭВМ, состоящий из нескольких рабочих групп.
В феврале 1956 года Китов опубликовал в издательстве «Советское Радио» монографию «Электронные цифровые машины», ставшую первой «открытой» книгой в СССР в данной области и замеченной зарубежными специалистами в области вычислительной техники. Эта книга была переведена на ряд иностранных языков и опубликована в Китае, Польше, Чехословакии. Позже в 1956 году издательством Артиллерийской инженерной академии им. Ф. Э. Дзержинского была выпущена книга А. И. Китова, Н. А. Криницкого и П. Н. Комолова «Элементы программирования», а в 1959 году вышла в свет 600-страничная книга «Электронные цифровые машины и программирование», написанная А. И. Китовым в соавторстве с Н. А. Криницким, ставшая популярным учебником в университетах и инженерных вузах СССР. Этот учебник А. И. Китова и Н. А. Криницкого был первым в СССР официально допущен Министерством высшего образования СССР для преподавания в вузах, став, таким образом, первым официальным учебником по ЭВМ и программированию в стране.
В январе 1959 года Китов написал в ЦК КПСС докладную записку на имя Н. С. Хрущёва по вопросам развития вычислительной техники в стране, сыгравшую важную роль в подготовке Постановления ЦК КПСС и СМ СССР «Об ускорении и расширении производства вычислительных машин и их внедрении в народное хозяйство». Правительственная комиссия под председательством адмирала А. И. Берга одобрила все предложения Китова по широкому использованию ЭВМ и экономико-математических методов в процессах планирования и управления национальной экономикой. Но главная идея, о перестройке управления национальной экономикой СССР на основе создания Единой государственной сети вычислительных центров (ЕГСВЦ), руководством страны воспринята не была.
Тогда, осенью 1959 года Китов подготовил доклад для ЦК КПСС (тоже на имя Н. С. Хрущёва), в котором предложил идею создания единой автоматизированной системы управления для вооружённых сил и для народного хозяйства страны на базе общей сети вычислительных центров, создаваемых и обслуживаемых Министерством обороны СССР (проект под названием «Красная книга»). По его мнению, концентрация машин в мощных вычислительных центрах и их чёткая и надёжная эксплуатация военным персоналом позволили бы СССР сделать резкий качественный скачок в использовании ЭВМ, несмотря на значительное отставание СССР в производстве электронно-вычислительных машин от США (как писал в этом письме Китов «Обогнать США, не догоняя их»). Для рассмотрения этого его письма в ЦК КПСС была создана комиссия МО СССР под председательством маршала К. К. Рокоссовского. Однако резкая критика состояния дел в МО СССР с внедрением ЭВМ, содержащаяся в преамбуле к этому докладу, а также предложения по коренной перестройке системы управления как в Министерстве обороны, так и в высших эшелонах власти СССР, содержащиеся в докладе, определили негативное отношение к докладу со стороны руководства Министерства обороны СССР и работников аппарата ЦК КПСС, что в конечном итоге привело к исключению Китова из КПСС и снятию с занимаемой должности.

Время показало, что тяжелая неудача с проектом «Красная книга» не сломила А.И.Китова. Он выдержал психологически обрушившиеся на него непонимание, невежество и несправедливые гонения всемогущих партийно-чиновничьих структур и продолжил свою ежедневную упорную работу на выбранном им еще со студенческих лет научном поприще.— доктор наук генерал Владимир Овчинский
В 1961 году в вышедшем в СССР сборнике «Кибернетику — на службу коммунизму» под редакцией А. И. Берга появилась статья Китова «Кибернетика и управление народным хозяйством», ставшая одной из ключевых в этом сборнике и получившая развёрнутую положительную рецензию специалистов из США в журнале Operations Research в 1963 году.
В начале 1960-х годов он стал автором теории ассоциативного программирования. В 1963 году Китов защитил докторскую диссертацию на тему «Применение ЭВМ для решения задач противовоздушной обороны». В середине 1960-х годов, в течение пяти лет, он был соратником и заместителем академика В. М. Глушкова по работам, проводимым в области автоматизированных систем управления в оборонных министерствах. Китов продолжает публиковать статьи и монографии по теории и практике АСУ. Опубликовал основополагающие монографии «Программирование информационно-логических задач» (1967) и «Программирование экономических и управленческих задач» (1971). В 1970 году под редакцией Китова опубликована книга «Система автоматизации программирования АЛГЭМ». Разработанный под научным и организационным руководством Китова алгоритмический язык АЛГЭМ получил широкое распространение и был внедрён на многих предприятиях СССР и ряда социалистических стран Центральной и Восточной Европы.
В 1965—1972 годах Китов работал директором Главного вычислительного центра Министерства радиопромышленности СССР (МРП)/зам.директора по науке НИИАА МРП и был Главным конструктором отраслевой автоматизированной системы управления (ОАСУ МРП) этого министерства.
С 1970 года Анатолий Иванович сместил направление своих научных разработок, перейдя в область медицинских АСУ. Стал главным конструктором АСУ «Здравоохранение». В этот период им была написаны основополагающие пионерские в стране монографии в области медицинской информатики: «Автоматизация обработки информации и управления в здравоохранении» (1976), «Введение в медицинскую кибернетику» (1977), «Медицинская кибернетика» (1983). Эти монографии, его статьи и отчёты по НИОКР, созданная им в этой области научная школа позволяют считать А. И. Китова основоположником отечественной медицинской информатики (как и основоположником отечественной военной информатики, где его перу принадлежат первые в СССР основополагающие публикации).
Научные результаты А. И. Китова в медицинской информатике получили большое международное признание. Больше десяти лет в 1970—1980 годах он представлял СССР в Техническом комитете № 4 Международной федерации по обработке информации IFIP (International Federation for Information Processing), был одним из членов руководящего совета IMIA (International Medical Information Association), принимал участие в организации международных конгрессов и конференций по линии IFIP и MedINFO в качестве члена программного и организационного комитетов, председателя секций.
Был автором 12 монографий и учебников, переведённых на многие языки мира. Являлся членом редколлегии академического журнала «Программирование». Создал научную школу (под его руководством было защищено свыше 40 докторских и кандидатских диссертаций).
С 1980 по 1991 год он работал заведующим кафедрой вычислительной техники и программирования в Московском институте народного хозяйства им. Г. В. Плеханова.
Также в течение ряда лет преподавал на кафедре Вычислительной техники Московского энергетического института. Академик РАЕН. Его сын Владимир (род. 1948) окончил МЭИ и стал научным сотрудником.
Умер Анатолий Иванович Китов 14 октября 2005 года в Москве. Был похоронен на Лианозовском кладбище; в 2021 г. перезахоронен на Северном Востряковском кладбище  (участок №75).

## Основные публикации
- Китов А. И. Электронные цифровые машины Архивная копия от 25 августа 2019 на Wayback Machine. М.: Советское радио, 1956. — 358 с.
- Китов А. И., Криницкий Н. А., Комолов П. Н. Элементы программирования (для электронных цифровых машин). Отв. ред. Китов А. И. М.: изд-во Артиллерийской академии им. Дзержинского, 1956. — 288 с.
- Соболев С. Л., Китов А. И., Ляпунов А. А. Основные черты кибернетики (На японском языке) // в кн. «Кибернетика». Токио: Сюндауся, 1956. — С. 1-179.
- Китов А. И., Криницкий Н. А. Электронные вычислительные машины. / Отв. ред. А. А. Дородницын. М.: Наука, 1958. 130 с. (перевод на английский язык : Kitov A., Krinitskii N. Electronic computers. London, Oxford, New York, Paris: Pergamon Press, 1962. viii+112 p.)
- Китов А. И., Криницкий Н. А. Электронные цифровые машины и программирование. М.: государственное издательство физико-математической литературы, 1959.(второе издание 1961 г.) — 572 с.
- Китов А. И. Программирование информационно-логических задач. М.: Советское радио, 1967. — 327 с.
- Китов А. И. Программирование экономических и управленческих задач. М.: Советское радио, 1971. — 370 с.
- Воробьёв Е. И., Китов А. И. Автоматизация обработки информации и управления в здравоохранении. М.: Советское радио, 1976. — 134 с.
- Воробьёв Е. И., Китов А. И. Введение в медицинскую кибернетику. М.: Медицина, 1977. — 288 с.
- Воробьёв Е. И., Китов А. И. Медицинская кибернетика. М.: Радио и связь, 1983. — 240 с.

## Мероприятия памяти Анатолия Ивановича Китова
- Ежегодная международная научно-практическая конференция имени А. И. Китова «Информационные технологии и математические методы в экономике и управлении Архивная копия от 4 августа 2020 на Wayback Machine» (ИТиММ)[15] проводится с 2010 года. Конференция является площадкой международного взаимодействия известных учёных, экспертов, предпринимателей, которые приезжают из многих стран мира.

С российской стороны в конференции принимают участие учёные ведущих ВУЗов России:
- Московский государственный университет,
- Московский государственный технический университет имени Н.Э. Баумана,
- Национальный исследовательский университет «МЭИ»
- и другие известные учреждения.

В общей сложности в конференции ежегодно участвуют сотрудники не менее ста ведущих ВУЗов и несколько десятков научных организаций.
Тематика рассматриваемых вопросов на конференции представлена шестью научными секциями по обработке, защите информации, вопросами, связанными с моделированием в фундаментальных и прикладных исследованиях, а также с вопросами экономики и обучения.
В 2020 году, в рамках проведения Х Международной научно-практической конференции имени А. И. Китова «Информационные технологии и математические методы в экономике и управлении» (ИТиММ-2020), постоянные члены программного комитета и лучшие докладчики были награждены памятной настольной медалью.
Среди выступавших на конференции были:
- Директор ФИЦ «Информатика и управление» РАН, декан ВМК МГУ имени М. В. Ломоносова, академик И. А. Соколов
- Научный руководитель ЦЭМИ РАН, академик В. Л. Макаров
- Директор ИСП РАН, академик А. И. Аветисян
- Директор ИПХФ РАН, академик С. М. Алдошин
- Научный руководитель НПО «КВАНТ», академик В. К. Левин
- профессора В. В. Кореньков, Бенджамин Питерс (США), Павел Лула (Польша), Янник Харрель (Франция) и многие другие.

Организаторам конференции выступает Институт цифровой экономики и информационных технологий и кафедра информатики Российского экономического университета имени Г. В. Плеханова, а также ведущие научные-производственные международные и отечественные компании.

## Стипендия им. А. И. Китова (РЭУ)
Стипендия имени Анатолия Ивановича Китова была учреждена на факультете Информатики в РЭУ им. Г. В. Плеханова в марте 2010 года.
Она назначается наиболее отличившимся студентам факультета информатики, имеющим только оценки «отлично» и «хорошо» (не более 25 % от общего числа) по итогам всех предыдущих экзаменационных сессий и устанавливается в размере 50 % базовой академической стипендии.
Первая стипендия имени Анатолия Ивановича Китова была назначена на срок с 01.02.2010 по 01.06.2010 Колосковой Л. М., студентке 4 курса факультета Информатики. Вторая — в 2011 году. Далее не назначалась.